# FK Příbram
FK Příbram is een Tsjechische voetbalclub uit Příbram. De club ontstond in 1996 na een fusie tussen FC Příbram en FK Dukla Praag. FK Příbram komt uit in de Fortuna národní liga.

## Geschiedenis
In 1928 werd in Příbram SK Březové Hory opgericht, de club speelde in de lagere klassen. Veertig jaar later promoveerde Baník Příbram zoals de club intussen heette naar de 3de klasse. In 1972 veranderde de club de naam in Uranové Doly Příbram en promoveerde 3 jaar later naar de 2de klasse. Daar kon de club tot 1981 standhouden. De terugkeer kwam pas in 1994, een jaar eerder werd de club omgedoopt in FC Portal Příbram en een jaar later in FC Příbram.
In 1996 begon de samenwerking met Dukla Praag, na Sparta Praag en Slavia Praag de meest succesvolle club van het land, de glorieperiode had de club in de communistische tijd en nu dit regime gevallen was waren de hoogtijdagen van de club ook voorbij. Dukla nam de plaats van FC Příbram in de 2de klasse over en werd kampioen, FC Příbram ging naar de 3de klasse als FC Dukla Příbram. Het volgende seizoen verhuisde Dukla Praag naar Příbram en speelde in de 1ste klasse als FC Dukla, dus zonder plaatsnaam in de naam. In 1998 werd het dan FC Dukla Příbram. De eerste 2 seizoenen in de hoogste klasse vocht de club tegen de degradatie maar in 2000 eindigde de club 6de net voor Bohemians Praag, een andere grote club die veel van zijn pluimen verloren had. In 2000 veranderde hoofdsponsor Marila de naam in FC Marila Příbram en veegde zo het laatste restant van de legendarische club Dukla Praag weg. Een jaar later werd de club 4de. De laatste jaren eindigt de club meestal in de middenmoot.
Na seizoen 2006/07 degradeerde de club naar de tweede klasse. Daar werd de club tweede en promoveerde meteen terug. In juli 2008 nam de club de naam 1. FK Příbram aan. In het seizoen 2016/17 degradeerde Příbram opnieuw en kwam zodoende in het seizoen 2017/18 uit in de Fortuna národní liga. Met een tweede plek achter SFC Opava lukte het de club opnieuw om na één jaar al weer terug naar het hoogste niveau te promoveren.

## Naamswijzigingen
- 1928 – SK Březové Hory (Sportovní klub Březové Hory)
- 1950 – DSO Baník Příbram (Dobrovolná sportovní organizace Baník Příbram)
- 1955 – TJ Baník Příbram (Tělovýchovná jednota Baník Příbram)
- 1972 – SK Uranové Doly Příbram (Sportovní klub Uranové Doly Příbram)
- 1976 – TJ Baník UD Příbram (Tělovýchovná jednota Baník Uranové Doly Příbram)
- 1981 – TJ UD Příbram (Tělovýchovná jednota Uranové Doly Příbram)
- 1992 – FC Portal Příbram (Football Club Portal Příbram, a.s.)
- 1996 – fusie met FK Dukla Praag → FC Dukla (Football Club Dukla, a.s.)
- 1998 – FC Dukla Příbram (Football Club Dukla Příbram, a.s.)
- 2000 – FC Marila Příbram (Football Club Marila Příbram, a.s.)
- 2002 – FK Marila Příbram (Fotbalový klub Marila Příbram, a.s.)
- 2008 – 1. FK Příbram (První fotbalový klub Příbram, a.s.)
- 2022 – FK Viagem Příbram (Fotbalový klub Viagem Příbram, a.s.)
- 2023 – FK Příbram (Fotbalový klub Příbram, a.s.)

## Erelijst
| Nationaal vanaf 1993        |    |         |
| Finalist Beker van Tsjechië | 1× | 1996/97 |

## Eindklasseringen vanaf 1994 (grafiek)
| 2 |

| 5 |

| 6 |

| 1 |

| 13 |

| 13 |

| 6 |

| 4 |

| 13 |

| 10 |

| 11 |

| 9 |

| 13 |

| 15 |

| 2 |

| 12 |

| 10 |

| 13 |

| 9 |

| 11 |

| 12 |

| 5 |

| 14 |

| 16 |

| 2 |

| 14 |

| 16 |

| 17 |

| 13 |

| 3 |

| 15 |

| Fortuna liga | Fotbalová národní liga | ČFL / MSFL |

## FC Marila Příbram in Europa
#Q = #kwalificatieronde, #R = #ronde, T/U = Thuis/Uit, W = Wedstrijd, PUC = punten UEFA coëfficiënten .
Uitslagen vanuit gezichtspunt FC Marila Příbram
| Seizoen                                                    | Competitie    | Ronde | Land                 | Club              | Totaalscore | 1e W    | 2e W    | PUC |
| ---------------------------------------------------------- | ------------- | ----- | -------------------- | ----------------- | ----------- | ------- | ------- | --- |
| 2000                                                       | Intertoto Cup | 2R    | Vlag van Oostenrijk  | Linzer ASK        | 4-3         | 1-1 (U) | 3-2 (T) | 0.0 |
|                                                            |               | 3R    | Vlag van Engeland    | Aston Villa FC    | 1-3         | 0-0 (T) | 1-3 (U) | 0.0 |
| 2001/02                                                    | UEFA Cup      | 1R    | Vlag van Frankrijk   | CS Sedan Ardennes | 5-3         | 4-0 (T) | 1-3 (U) | 3.0 |
|                                                            |               | 2R    | Vlag van Griekenland | PAOK Saloniki     | 3-8         | 1-6 (U) | 2-2 (T) | 3.0 |
| Totaal aantal behaalde punten voor UEFA coëfficiënten: 3.0 |               |       |                      |                   |             |         |         |     |

Zie ook:
- Deelnemers UEFA-toernooien Tsjechië
- Ranglijst van alle clubs die in de diverse Europa Cups zijn uitgekomen

## Verbonden aan FK Příbram

### (Oud-)spelers
- Antonín Barák
- Oğuzhan Bıyık
- Jaromír Blažek
- Radek Dejmek
- Simon Deli
- Levon Hayrapetyan
- Josef Hušbauer
- Martin Jiránek
- Peter Kleščík
- Josef Kvída
- Dominik Mašek
- Aleš Matějů
- Martin Müller
- František Rajtoral
- Valērijs Šabala
- Miroslav Slepička
- David Střihavka
- Filip Stuparević
- Tomáš Wágner
- Martin Zeman

### (Oud-)trainers
- / Josef Bican
- Jozef Chovanec
- Massimo Morales